# Tânia Gaidarji
Tânia Regina Gaidarji (São Paulo, 13 de outubro de 1963) é uma atriz, locutora e dubladora brasileira.

## Biografia
Trabalhou na Álamo e sua personagem mais conhecida é Bulma da saga Dragon Ball. Tânia redublou Bulma em Dragon Ball Kai (Versão remasterizada da versão Z) que foi dirigida pela BKS. Cursou arquitetura na FAU Santos e teatro no Teatro Escola Macunaíma.
Tânia também desvendou um dos maiores "mistérios" da versão Brasileira de Dragon Ball Z após 13 anos do lançamento da série, quem são os cantores da 1ª abertura (Cha-La Head-Cha-La) e do 1º encerramento (Detekoi Tobikiri ZENKAI Pawā! (Zenkai Power) (Sai daí magnífico poder agora) da série. Trata-se de Rodrigo Firmo e sua mãe, Sarah Regina.
Foi indicada a Melhor Dubladora de Anime por seu trabalho como Bulma, em Dragon Ball Kai no Prêmio Yamato de 2011.

## Principais trabalhos de dublagem
- Bulma - Nas séries Dragon Ball (Dragon Ball, Dragon Ball Z, Dragon Ball GT, Dragon Ball Kai e Dragon Ball Super) e em Dragon Ball Evolution [3][4]
- Chun Li - Street Fighter: A batalha final e Street Fighter II V [3]
- Glória - Chaves (box de DVDs da Amazonas Filmes,[5] substituindo Sandra Campos, e no desenho animado apenas na primeira temporada, sendo depois substituída por Andréa Murucci).
- Deedra "D.D." Cummings (Kristen Miller) - As Espiãs[6]